# Świadkowie Jehowy na Martynice
Świadkowie Jehowy na Martynice – społeczność wyznaniowa na Martynice, należąca do ogólnoświatowej wspólnoty Świadków Jehowy, licząca w 2023 roku 4882 głosicieli, należących do 57 zborów. Na dorocznej uroczystości Wieczerzy Pańskiej w 2023 roku zgromadziło się 10 497 osób (ok. 2,7% mieszkańców). Działalność miejscowych głosicieli koordynuje francuskie Biuro Oddziału.

## Historia
W 1946 roku Geeorges Moustache z Gwadelupy rozpoczął głoszenie w Fort de France i Saint-Pierre. 9 sierpnia 1949 roku na wyspę przybyło 4 misjonarzy, absolwentów Biblijnej Szkoły Strażnicy – Gilead. W 1951 misjonarze zostali wydaleni z wyspy.
10 lipca 1954 roku przybyli francuscy współwyznawcy, aby kontynuować działalność kaznodziejską. Rok później zorganizowano pierwsze tutejsze zgromadzenie pod hasłem „Tryumfujące Królestwo” z udziałem 40 osób. W 1956 roku 10 Świadków rozpowszechniło ok. 20 000 swoich publikacji religijnych.
W 1959 roku powstały grupy głosicieli na południu wyspy. Rok później zanotowano liczbę 47 głosicieli. W 1962 roku 94 Świadków Jehowy spotykało się w 2 grupach na zebraniach religijnych. Współwyznawcy z Francji osiedlili się na północy wyspy i tam prowadzili działalność kaznodziejską.
W 1964 roku zanotowano liczbę 157 głosicieli. Zbudowano też pierwszą Salę Królestwa. W 1965 roku wzdłuż wschodniego wybrzeża pojawiły się nowe grupy wyznawców. W 1975 roku przekroczono liczbę 1000 Świadków Jehowy, skupionych w 15 zborach.
W 1977 roku otworzono Biuro Oddziału w Fort-de-France. W dniach od 2 do 6 sierpnia 1978 roku odbył się kongres międzynarodowy pod hasłem „Zwycięska wiara” w Hall des Sport – w stolicy członek Ciała Kierowniczego, John C. Booth, przemawiał do 2886 obecnych. W 1982 roku zanotowano liczbę 1267 głosicieli.
W 1984 roku otworzono nowe Biuro Oddziału. Z wizytą przybył członek Ciała Kierowniczego, John E. Barr. Rok później w Rivière-Salée odbyło się zgromadzenie pod hasłem „Lud zachowujący prawość” dla 4600 obecnych. Powstała przenośna Sala Zgromadzeń, która umożliwiała urządzanie zgromadzeń w różnych stronach wyspy. W 1986 roku na Martynice przekroczono liczbę 2000 głosicieli.
W 1992 roku w Rivière-Salée otworzono Salę Zgromadzeń na 5000 osób – największe audytorium na Martynice. W 1995 roku w ciągu miesiąca rozpowszechniono ponad 250 000 egzemplarzy publikacji Świadków Jehowy, choć na wyspie mieszkało wówczas zaledwie 330 000 osób. W 1997 przekroczono liczbę 4000 głosicieli, w 46 zborach.
W 2011 roku na Martynice działało 4710 głosicieli, a na Wieczerzy Pańskiej zebrało się 11 270 osób (ok. 2,8% mieszkańców). W 2012 roku nadzór nad działalnością miejscowych głosicieli przejęło francuskie Biuro Oddziału.
W 2015 roku na Martynice działało 4820 głosicieli, a na dorocznej uroczystości Wieczerzy Pańskiej zebrało się 10 613 osób (ok. 2,7% mieszkańców). W 2021 roku przekroczono liczbę 5000 głosicieli. We wrześniu 2022 roku zorganizowano pomoc humanitarną dla poszkodowanych przez huragan Fiona.
Zebrania zborowe odbywają się w języku arabskim, angielskim, chińskim, francuskim, francuskim migowym, hiszpańskim, kreolskim (Haiti) i kreolskim (Martynika), a kongresy w języku francuskim, francuskim migowym oraz kreolskim (Haiti).